# 인컴PR
인컴피알재단은 공익분야의 PR인력 양성 및 PR활동을 적극적으로 지원함으로써 공익분야의 PR발전에 기여함을 목적으로 설립된 문화체육관광부 소관의 재단법인이다. 사무실은 서울특별시 강남구 봉은사로68길 8, 3층 (삼성동, 덱스빌딩)에 있다.

## 주요 사업
- 공익단체에 대한 PR  지원
- 공익성을 가지고 있는 PR 활동지원
- 공익단체의 홍보인력의 전문인 육성
- PR에 뜻을 두고 있는 대학생들에 대한 지원